# Administrativní dělení Jižní Koreje

Jihokojeská území nejvyšší provinční úrovně

Územní celky druhé úrovně - města, okresy a distrikty

Města jako správní jednotky v J. Koreji
speciální město (1. úroveň)
speciální autonomní město (1. úroveň)
metropolitní město (1. úroveň)
specifické město (2. úroveň)
administrativní město (bez samosprávy)
město (2. úroveň)

Okresy v J. Koreji

Administrativní dělení Jižní Koreje je víceúrovňové. Nejvýše postavenými správními celky jsou:
- 1 speciální město (특별시 [tchukpjolši] )
- 1 speciální autonomní město (특별자치시[tchukpjolčačchiši])
- 6 metropolitních měst (광역시 [kwangjokši])
- 7 provincií (~도 [~do])
- 2 speciální autonomní provincie (특별자치도[tchukpjolčačchido])

Druhou úroveň samosprávy tvoří 75 měst „si“ (některé z nich mají postavení tzv. specifického města), 82 okresů „gun“ a dále 69 distriktů „gu“. Na stejné úrovni, avšak bez místní samosprávy, jsou i 2 administrativní města na ostrově Čedžu.

## Přehled území 1. úrovně
| Číslo na mapě | Území                | Statut                        | Rozloha  | Počet obyvatel (12/2020) | Další dělení | Další dělení | Další dělení |
| Číslo na mapě | Území                | Statut                        | Rozloha  | Počet obyvatel (12/2020) | Distrikty    | Města        | Okresy       |
| ------------- | -------------------- | ----------------------------- | -------- | ------------------------ | ------------ | ------------ | ------------ |
| 1             | Soul                 | speciální město               | 605,2    | 9 668 465                | 25           |              |              |
| 2             | Pusan                | metropolitní město            | 769,6    | 3 391 946                | 15           |              | 1            |
| 3             | Tegu                 | metropolitní město            | 883,6    | 2 418 346                | 7            |              | 1            |
| 4             | Inčchon              | metropolitní město            | 1 062,6  | 2 942 828                | 8            |              | 2            |
| 5             | Kwangdžu             | metropolitní město            | 501,2    | 1 450 062                | 5            |              |              |
| 6             | Tedžon               | metropolitní město            | 539,3    | 1 463 882                | 5            |              |              |
| 7             | Ulsan                | metropolitní město            | 1 060,8  | 1 136 017                | 4            |              | 1            |
| 17            | Sedžong              | speciální autonomní město     | 464,9    | 355 831                  |              |              |              |
| 8             | Kjonggi              | provincie                     | 10 183,5 | 13 427 014               |              | 28           | 3            |
| 9             | Kangwon              | speciální autonomní provincie | 16 827,1 | 1 542 840                |              | 7            | 11           |
| 10            | Severní Čchungčchong | provincie                     | 7 407,3  | 1 600 837                |              | 3            | 8            |
| 11            | Jižní Čchungčchong   | provincie                     | 8 226,1  | 2 121 029                |              | 8            | 7            |
| 12            | Severní Čolla        | provincie                     | 8 069,1  | 1 804 104                |              | 6            | 8            |
| 13            | Jižní Čolla          | provincie                     | 12 318,8 | 1 851 549                |              | 5            | 17           |
| 14            | Severní Kjongsang    | provincie                     | 19 031,4 | 2 639 422                |              | 10           | 13           |
| 15            | Jižní Kjongsang      | provincie                     | 10 539,6 | 3 340 216                |              | 8            | 10           |
| 16            | Čedžu                | speciální autonomní provincie | 1 849,1  | 674 635                  |              |              |              |
|               | CELKEM Jižní Korea   |                               | 100 266  | 51 829 023               | 69           | 75           | 82           |

## Názvy správních celků
Následující tabulka zahrnuje české názvy jednotlivých subjektů, korejský název zapsaný v písmu hanča a v písmu hangul a anglický oficiální název.
| Mapa | Kód ISO | Správní jednotka     | Oficiální anglický název             | Korejsky v hangul | Korejsky v hanča |
| --- | ------- | -------------------- | ------------------------------------ | ----------------- | ---------------- |
| Kangwon Soul Inčchon Kjonggi Jižní · Čchungčchong Severní · Čchungčchong Sedžong Tedžon Severní · Kjongsang Severní · Čolla Tegu Ulsan Pusan Jižní · Kjongsang Kwangdžu Jižní Čolla Čedžu Severní Korea JaponskoŽluté moře · Korejský průliv · (západní část) Korejský průliv · (Cušimský průliv) Japonské moře · | KR-11   | Soul                 | Seoul                                | 서울특별시        | 特別市           |
| Kangwon Soul Inčchon Kjonggi Jižní · Čchungčchong Severní · Čchungčchong Sedžong Tedžon Severní · Kjongsang Severní · Čolla Tegu Ulsan Pusan Jižní · Kjongsang Kwangdžu Jižní Čolla Čedžu Severní Korea JaponskoŽluté moře · Korejský průliv · (západní část) Korejský průliv · (Cušimský průliv) Japonské moře · | KR-26   | Pusan                | Busan                                | 부산광역시        | 釜山廣域市       |
| Kangwon Soul Inčchon Kjonggi Jižní · Čchungčchong Severní · Čchungčchong Sedžong Tedžon Severní · Kjongsang Severní · Čolla Tegu Ulsan Pusan Jižní · Kjongsang Kwangdžu Jižní Čolla Čedžu Severní Korea JaponskoŽluté moře · Korejský průliv · (západní část) Korejský průliv · (Cušimský průliv) Japonské moře · | KR-27   | Tegu                 | Daegu                                | 대구광역시        | 大邱廣域市       |
| Kangwon Soul Inčchon Kjonggi Jižní · Čchungčchong Severní · Čchungčchong Sedžong Tedžon Severní · Kjongsang Severní · Čolla Tegu Ulsan Pusan Jižní · Kjongsang Kwangdžu Jižní Čolla Čedžu Severní Korea JaponskoŽluté moře · Korejský průliv · (západní část) Korejský průliv · (Cušimský průliv) Japonské moře · | KR-28   | Inčchon              | Incheon                              | 인천광역시        | 仁川廣域市       |
| Kangwon Soul Inčchon Kjonggi Jižní · Čchungčchong Severní · Čchungčchong Sedžong Tedžon Severní · Kjongsang Severní · Čolla Tegu Ulsan Pusan Jižní · Kjongsang Kwangdžu Jižní Čolla Čedžu Severní Korea JaponskoŽluté moře · Korejský průliv · (západní část) Korejský průliv · (Cušimský průliv) Japonské moře · | KR-29   | Kwangdžu             | Gwangju                              | 광주광역시        | 光州廣域市       |
| Kangwon Soul Inčchon Kjonggi Jižní · Čchungčchong Severní · Čchungčchong Sedžong Tedžon Severní · Kjongsang Severní · Čolla Tegu Ulsan Pusan Jižní · Kjongsang Kwangdžu Jižní Čolla Čedžu Severní Korea JaponskoŽluté moře · Korejský průliv · (západní část) Korejský průliv · (Cušimský průliv) Japonské moře · | KR-30   | Tedžon               | Daejeon                              | 대전광역시        | 大田廣域市       |
| Kangwon Soul Inčchon Kjonggi Jižní · Čchungčchong Severní · Čchungčchong Sedžong Tedžon Severní · Kjongsang Severní · Čolla Tegu Ulsan Pusan Jižní · Kjongsang Kwangdžu Jižní Čolla Čedžu Severní Korea JaponskoŽluté moře · Korejský průliv · (západní část) Korejský průliv · (Cušimský průliv) Japonské moře · | KR-31   | Ulsan                | Ulsan                                | 울산광역시        | 蔚山廣域市       |
| Kangwon Soul Inčchon Kjonggi Jižní · Čchungčchong Severní · Čchungčchong Sedžong Tedžon Severní · Kjongsang Severní · Čolla Tegu Ulsan Pusan Jižní · Kjongsang Kwangdžu Jižní Čolla Čedžu Severní Korea JaponskoŽluté moře · Korejský průliv · (západní část) Korejský průliv · (Cušimský průliv) Japonské moře · | KR-50   | Sedžong              | Sejong Special Self-Governing City   | 세종특별자치시    | 世宗特別自治市   |
| Kangwon Soul Inčchon Kjonggi Jižní · Čchungčchong Severní · Čchungčchong Sedžong Tedžon Severní · Kjongsang Severní · Čolla Tegu Ulsan Pusan Jižní · Kjongsang Kwangdžu Jižní Čolla Čedžu Severní Korea JaponskoŽluté moře · Korejský průliv · (západní část) Korejský průliv · (Cušimský průliv) Japonské moře · | KR-41   | Kjonggi              | Gyeonggi-do                          | 경기도            | 京畿道           |
| Kangwon Soul Inčchon Kjonggi Jižní · Čchungčchong Severní · Čchungčchong Sedžong Tedžon Severní · Kjongsang Severní · Čolla Tegu Ulsan Pusan Jižní · Kjongsang Kwangdžu Jižní Čolla Čedžu Severní Korea JaponskoŽluté moře · Korejský průliv · (západní část) Korejský průliv · (Cušimský průliv) Japonské moře · | KR-42   | Kangwon              | Gangwon State                        | 강원특별자치도    | 江原特別自治道   |
| Kangwon Soul Inčchon Kjonggi Jižní · Čchungčchong Severní · Čchungčchong Sedžong Tedžon Severní · Kjongsang Severní · Čolla Tegu Ulsan Pusan Jižní · Kjongsang Kwangdžu Jižní Čolla Čedžu Severní Korea JaponskoŽluté moře · Korejský průliv · (západní část) Korejský průliv · (Cušimský průliv) Japonské moře · | KR-43   | Severní Čchungčchong | Chungcheongbuk-do                    | 충청북도          | 忠淸北道         |
| Kangwon Soul Inčchon Kjonggi Jižní · Čchungčchong Severní · Čchungčchong Sedžong Tedžon Severní · Kjongsang Severní · Čolla Tegu Ulsan Pusan Jižní · Kjongsang Kwangdžu Jižní Čolla Čedžu Severní Korea JaponskoŽluté moře · Korejský průliv · (západní část) Korejský průliv · (Cušimský průliv) Japonské moře · | KR-44   | Jižní Čchungčchong   | Chungcheongnam-do                    | 충청남도          | 忠淸南道         |
| Kangwon Soul Inčchon Kjonggi Jižní · Čchungčchong Severní · Čchungčchong Sedžong Tedžon Severní · Kjongsang Severní · Čolla Tegu Ulsan Pusan Jižní · Kjongsang Kwangdžu Jižní Čolla Čedžu Severní Korea JaponskoŽluté moře · Korejský průliv · (západní část) Korejský průliv · (Cušimský průliv) Japonské moře · | KR-45   | Severní Čolla        | Jeollabuk-do                         | 전라북도          | 全羅北道         |
| Kangwon Soul Inčchon Kjonggi Jižní · Čchungčchong Severní · Čchungčchong Sedžong Tedžon Severní · Kjongsang Severní · Čolla Tegu Ulsan Pusan Jižní · Kjongsang Kwangdžu Jižní Čolla Čedžu Severní Korea JaponskoŽluté moře · Korejský průliv · (západní část) Korejský průliv · (Cušimský průliv) Japonské moře · | KR-46   | Jižní Čolla          | Jeollanam-do                         | 전라남도          | 全羅南道         |
| Kangwon Soul Inčchon Kjonggi Jižní · Čchungčchong Severní · Čchungčchong Sedžong Tedžon Severní · Kjongsang Severní · Čolla Tegu Ulsan Pusan Jižní · Kjongsang Kwangdžu Jižní Čolla Čedžu Severní Korea JaponskoŽluté moře · Korejský průliv · (západní část) Korejský průliv · (Cušimský průliv) Japonské moře · | KR-47   | Severní Kjongsang    | Gyeongsangbuk-do                     | 경상북도          | 慶尙北道         |
| Kangwon Soul Inčchon Kjonggi Jižní · Čchungčchong Severní · Čchungčchong Sedžong Tedžon Severní · Kjongsang Severní · Čolla Tegu Ulsan Pusan Jižní · Kjongsang Kwangdžu Jižní Čolla Čedžu Severní Korea JaponskoŽluté moře · Korejský průliv · (západní část) Korejský průliv · (Cušimský průliv) Japonské moře · | KR-48   | Jižní Kjongsang      | Gyeongsangnam-do                     | 경상남도          | 慶尙南道         |
| Kangwon Soul Inčchon Kjonggi Jižní · Čchungčchong Severní · Čchungčchong Sedžong Tedžon Severní · Kjongsang Severní · Čolla Tegu Ulsan Pusan Jižní · Kjongsang Kwangdžu Jižní Čolla Čedžu Severní Korea JaponskoŽluté moře · Korejský průliv · (západní část) Korejský průliv · (Cušimský průliv) Japonské moře · | KR-49   | Čedžu                | Jeju Special Self-Governing Province | 제주특별자치도    | 濟州特別自治道   |